# Jegudiel
Jegudiel, también conocido como Jehudiel o Yehudiel (Hebreo: יהודיאל Yehudi-El, "el que muestra gratitud hacia Dios")
es uno de los siete arcángeles en las tradiciones orientales ortodoxa y católica. Es a menudo representado en la iconografía con una corona generalmente sobre su mano y un látigo. Es también el arcángel de la penitencia.
Jegudiel es el patrón de todos los trabajadores y la corona que posee simboliza la recompensa para el éxito de labores espirituales. Junto con sus ángeles subordinados, es el asesor y defensor de todos los que trabajan en las posiciones de responsabilidad por la gloria de Dios y como tales, se les recurre a los reyes, los jueces y otras personas en posiciones de liderazgo.